# Liste de ponts de la Charente

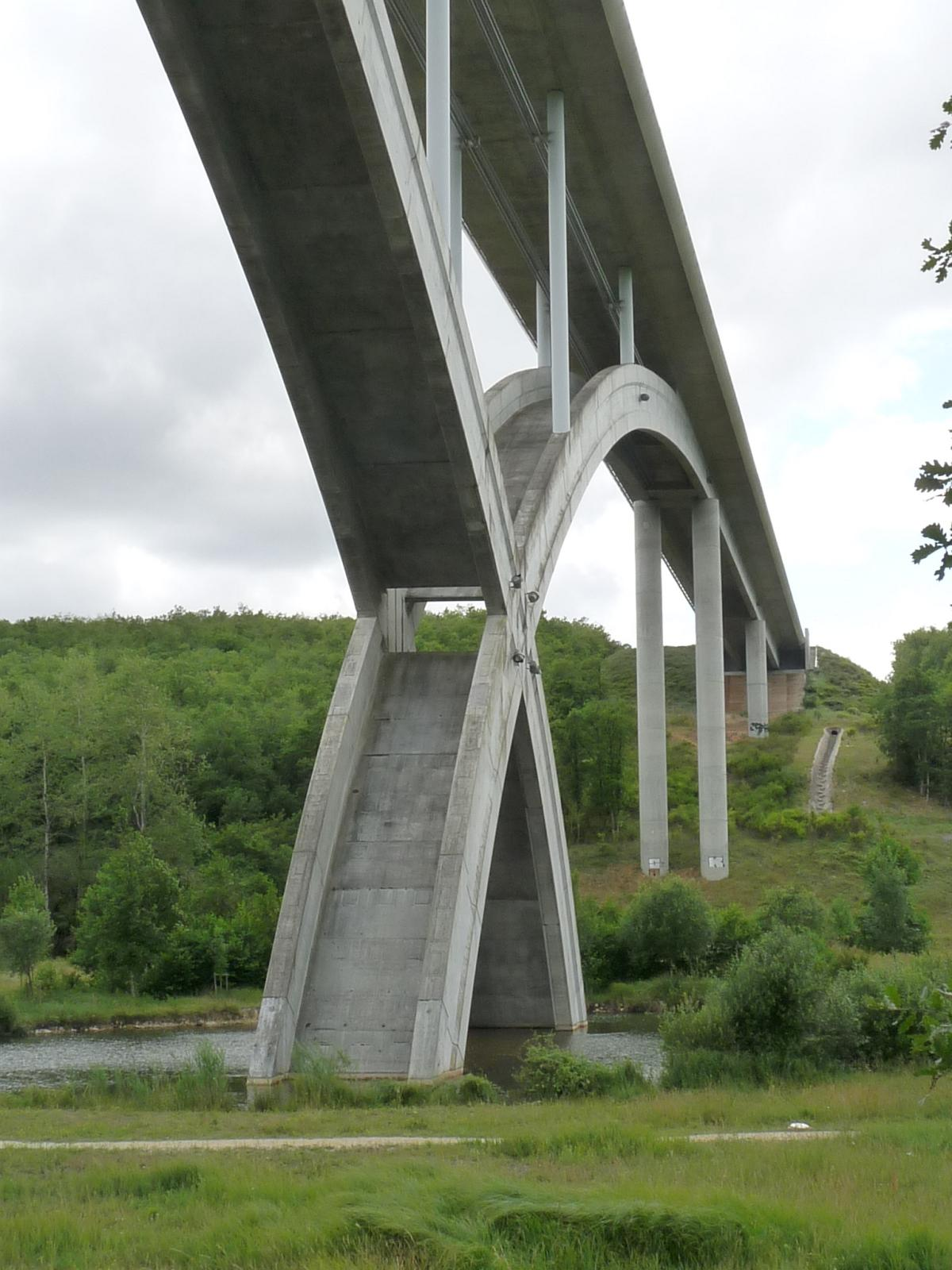
Le viaduc de l'Anguienne à Soyaux.

Liste de ponts de la Charente, non exhaustive, présentant les principaux édifices présents et/ou historiques dans le département.

## Ponts de longueur supérieure à 100 m
Les ouvrages de longueur totale supérieure à 100 m du département de la Charente sont classés ci-après par gestionnaires de voies.

### Voies ferrées
- Viaduc de la Boëme, à Nersac, long de 450 m, pour la LGV Sud Europe Atlantique[1].

### Routes nationales
- Pont de Jarnac de la N.141 sur la Charente
- Pont de Mansle de la N.10 sur la Charente
- Pont de Gond-Pontouvre de la N.10 sur la Charente
- Pont d'Angoulême de la N.10

### Routes départementales
- Viaduc de l'Anguienne, viaduc de 400 m de la rocade d'Angoulême.
- Pont d'Ansac-sur-Vienne sur la Vienne
- Pont de Lessac de la D.951 sur la Vienne

## Ponts présentant un intérêt architectural ou historique

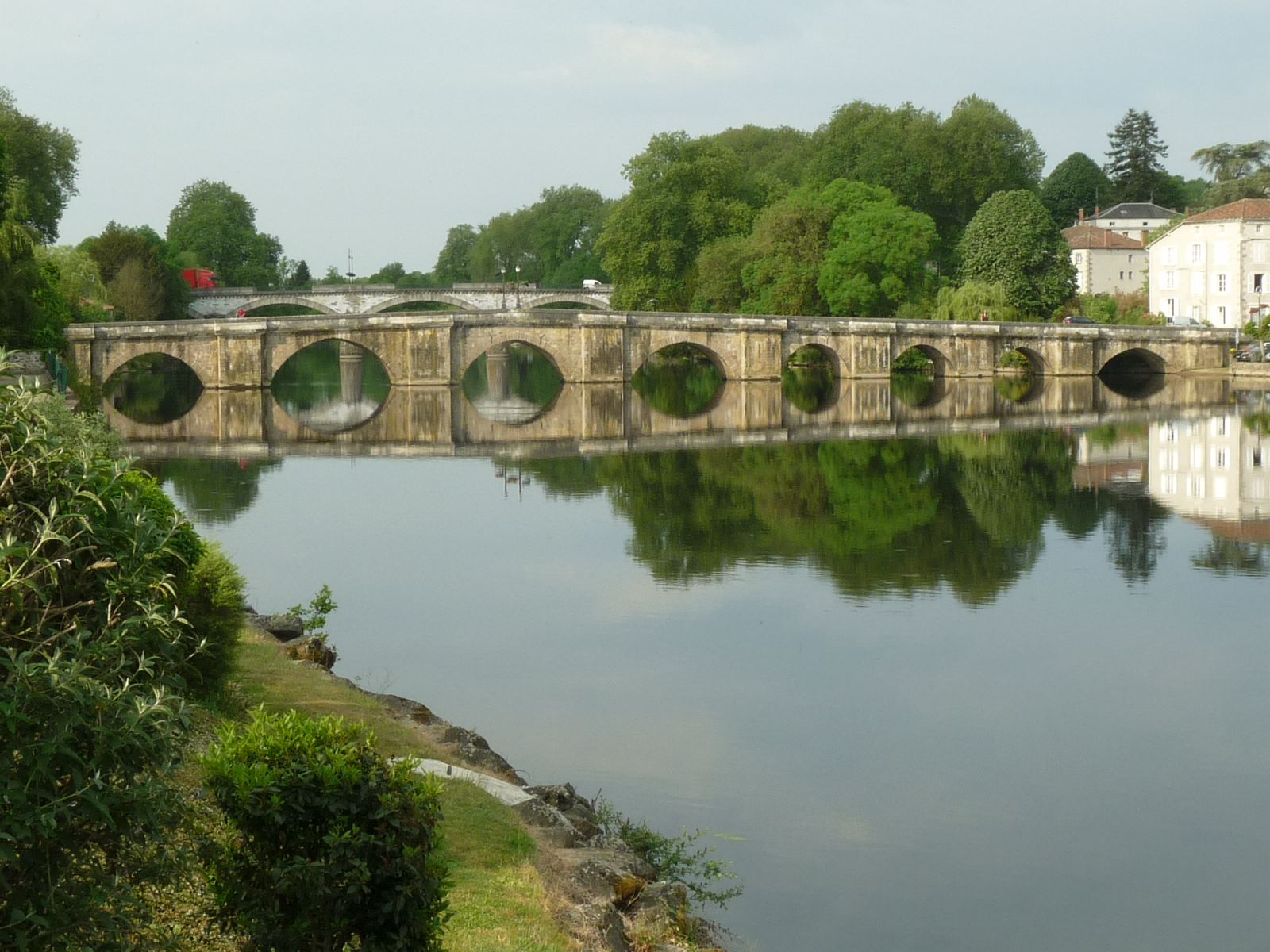
Le pont-vieux de Confolens.

Les ponts de Charente inscrits à l’inventaire national des monuments historiques sont recensés ci-après.
- Pont - Alloue - Moyen Âge ; XIXe siècle
- Pont - Alloue - XVIIIe siècle ; XIXe siècle ; XXe siècle
- Pont - Angeac-Charente - XIIe siècle
- Vieux puits - Angoulême
- Pont - Bassac - XVIIe siècle
- Passerelle - Benest - XXe siècle
- Pont - Benest - XIXe siècle
- Pont - Benest - XIXe siècle ; XXe siècle
- Pont - Benest - XIXe siècle ; XXe siècle
- Pont - Berneuil - Antiquité
- Pont - Le Bouchage - XXe siècle
- Pont - Bourg-Charente - XIXe siècle
- Pont - Boutiers-Saint-Trojan - XIXe siècle
- Pont - Champagne-Mouton - XIXe siècle
- Viaduc - Champagne-Mouton - XXe siècle
- Pont - Châteauneuf-sur-Charente
- Pont - Cognac - XIIIe siècle ; XVIe siècle
- Pont de Châtenay - Cognac - XIXe siècle ; XXe siècle
- Pont de Crouin - Cognac - XIXe siècle
- Pont de Saint-Jacques - Cognac - XIXe siècle
- Pont sur le Goire - Confolens
- Pont Vieux - Confolens,sur la Vienne, classé monument historique en 1908
- Pont - Criteuil-la-Magdeleine - XIXe siècle
- Pont - Épenède - XIXe siècle
- Pont - Épenède - XIXe siècle
- Pont - Gensac-la-Pallue
- Pont - Jarnac - XVIIIe siècle ; XIXe siècle
- Pont - Merpins - XIXe siècle
- Pont - Merpins - XVIIIe siècle
- Pont du Cocuron - Merpins - XVIIIe siècle
- Pont du Château de La Rochefoucauld - La Rochefoucauld - XVe siècle
- Pont - Saint-Brice - XIXe siècle
- Pont - Saint-Coutant - Contemporain
- Pont - Saint-Laurent-de-Cognac - XIXe siècle
- Pont - Saint-Même-les-Carrières - XIXe siècle
- Pont - Saint-Simon - XIXe siècle
- Pont - Saint-Sulpice-de-Cognac - XVIe siècle ; XIXe siècle
- Pont - Salles-d'Angles - XVIe siècle
- Pont de Bouet - Vibrac - XVIIIe siècle
- Petit Pont - Vibrac - XIIe siècle
- Pont - Le Vieux-Cérier - XIXe siècle

## Sources
Base de données Mérimée du Ministère de la Culture et de la Communication[source insuffisante].